# Newinia heterophragmatis
Newinia heterophragmatis är en svampart som beskrevs av Thaung 1973. Newinia heterophragmatis ingår i släktet Newinia och familjen Phakopsoraceae.   Inga underarter finns listade i Catalogue of Life.